# Dimophora daschi
Dimophora daschi là một loài tò vò trong họ Ichneumonidae.